# Mar de Aral del Norte
El mar de Aral del Norte, también llamado pequeño mar de Aral es un lago derivado del mar de Aral, en Asia, que por la desecación del lago principal causada por el uso abusivo del agua de los ríos que lo alimentan, terminó separándose de este en 1987. Aunque se construyó un canal artificial para conectarlo al cuerpo de agua mayor, la conexión se había perdido ya en 1999, debido al cada vez más acusado descenso de las aguas.
El Mar de Aral del Norte, se mantiene estable e incluso ha crecido estos años gracias a la construcción del dique Kokaral. Por el contrario, el mar de Aral del Sur ha sido abandonado por motivos económicos y puede que termine secándose totalmente.

## Historia

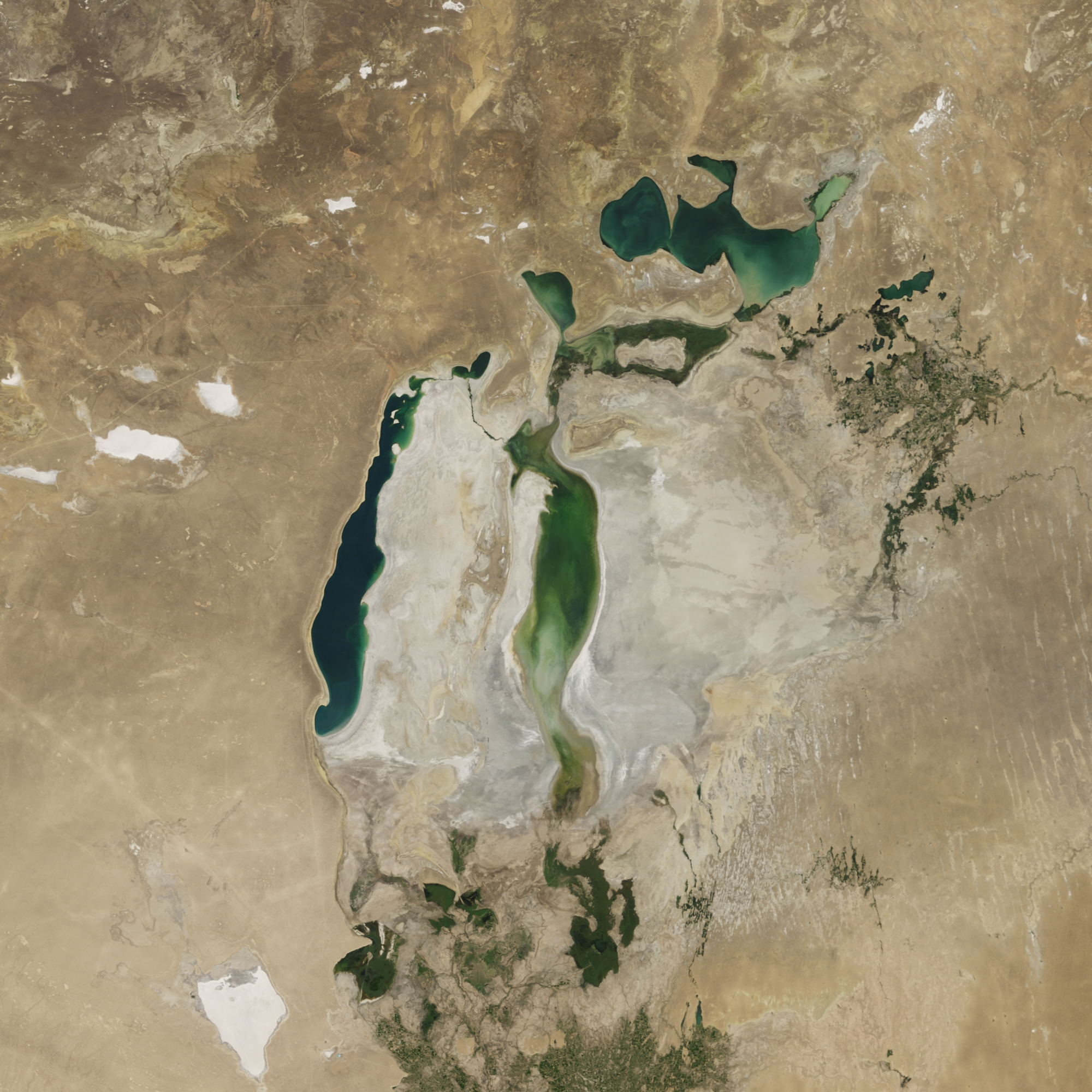
El mar de Aral en agosto de 2017. Se ha dividido en 2 mares; el Mar de Aral Norte, que se conserva, y el mar de Aral del Sur, abandonado y que puede terminar secándose.

Tras la caída de la Unión Soviética en 1991, el gobierno de Kazajistán decidió restaurar la parte norte del mar. En la actualidad, se están llevando a cabo trabajos para preservar el mar de Aral Norte, incluida la construcción de presas que garanticen la preservación de un flujo constante de agua dulce. 
En octubre de 2003, el Gobierno de Kazajistán dio a conocer un plan para construir una presa de cemento, el Dique Kokaral, para separar las dos mitades del mar de Aral, de modo que se pueda elevar el nivel del agua en ese trozo del mar original y reducir los niveles de salinidad. En 2003, tenía 30 m (98 pies) de profundidad y 2550 km² de extensión. Parte de este esfuerzo fue completado en 2005; en 2008, la profundidad del mar había crecido 12 m (39 pies) desde su nivel de 2003 (Fuente JAXA: 3200 km²); en 2008 había alcanzado 42 m (138 pies) de profundidad y 3300 km² de extensión (Fuente JAXA: 3600 km²).

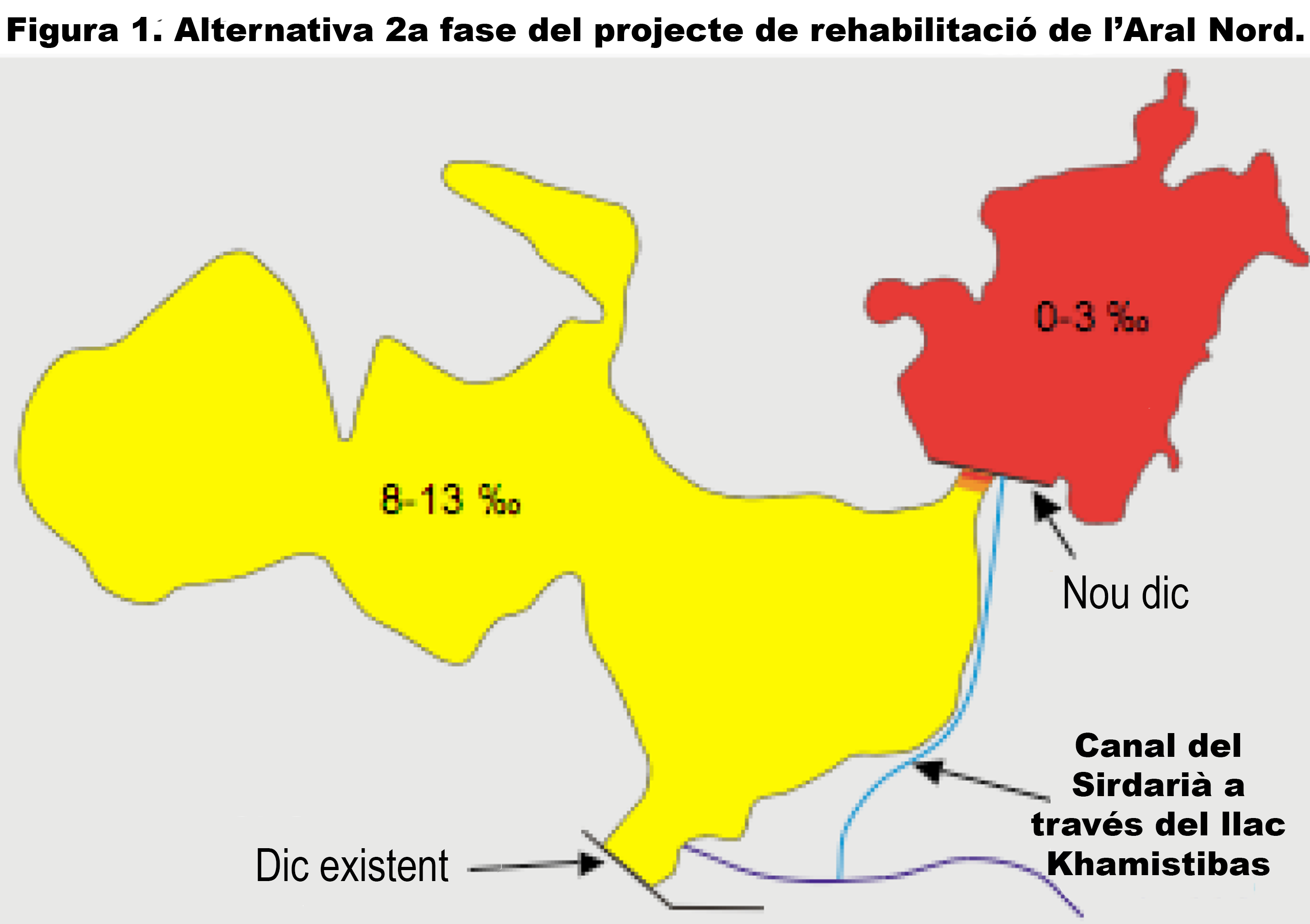
2ª fase alternativa del proyecto de rehabilitación del Mar Aral Norte (SYNAS II).

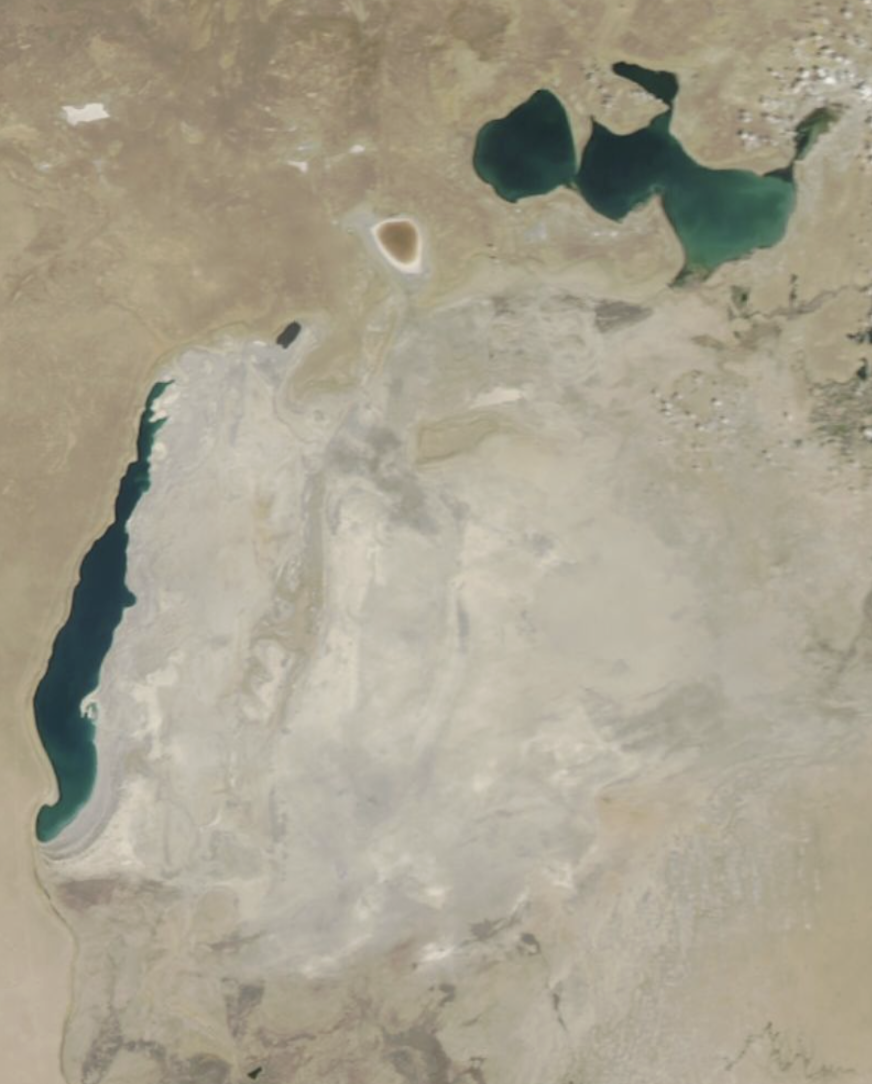
La zona del antiguo mar de Aral en agosto de 2024.

Desde entonces, los niveles del agua han aumentado más rápido de lo esperado y las poblaciones de peces han aumentado. Los planes para construir un segundo dique para aumentar aún más los niveles de agua debían comenzar en 2010, pero hasta ahora no se han materializado. Actualmente hay un esfuerzo en curso en Kazajistán para salvar y reponer el Mar de Aral del Norte. Como parte de este esfuerzo, en 2005 se completó un proyecto de presa; en 2008, el nivel del agua en este lago había aumentado 12 m (39 pies) con respecto a su nivel en 2003. La salinidad ha disminuido y nuevamente se encuentran peces en cantidades suficientes para que algunas actividades de pesca sean viables, especialmente se introdujo la caballa en el delta del río Syr Darya, aunque los intentos de introducir el atún en 2009 fracasaron.
El 15 de junio de 2021, el Servicio Central de Comunicaciones de Kazajistán anunció que planea plantar árboles saxaul en un millón de hectáreas del fondo desecado del mar de Aral, como parte de los esfuerzos para detener las tormentas de polvo en la región.
En enero de 2025, la superficie del Mar de Aral Norte era de 3.065 kilómetros cuadrados. Esto representa 111 kilómetros cuadrados más que a principios de 2022. El aumento del volumen y la superficie del Mar de Aral Norte ha reducido la mineralización del agua y restaurado la población de 22 especies de peces. El volumen anual de pesca ha alcanzado las 8.000 toneladas